# Dálnice 3
La Dálnice 3 (o D3) è un'autostrada ceca. Essa parte da Praga, fino ad arrivare a Kaplice, dove continua come superstrada R3 fino al confine con l'Austria, congiungendosi con la superstrada S10 austriaca, per un totale di 146,8 km.
A luglio 2013 solo 42 km (corrispondenti al tratto tra Mezno e Veselí nad Lužnicí) era stato completato.

## Tracciato
| PRAGA - Dolní Dvořiště |                          |     |                |
| Tipo                   | Destinazione             | Km  | Strada europea |
|                        | Mezno                    | 63  |                |
|                        | Chotoviny                | 70  |                |
|                        | Tábor-Čekanice           | 76  |                |
|                        | Tábor-Měšice             | 79  |                |
|                        | Planá nad Lužnicí        | 84  |                |
|                        | Soběslav                 | 95  |                |
|                        | Dráchov                  | 100 |                |
|                        | Veselí nad Lužnicí-sever | 104 |                |
|                        | Veselí nad Lužnicí-jih   | 107 |                |
|                        | Ševětín                  | 118 |                |
|                        | Lhotice                  | 125 |                |
|                        | Úsilné                   | 130 |                |